# Lybrook
Lybrook es un lugar designado por el censo ubicado en el condado de Río Arriba en el estado estadounidense de Nuevo México. En el Censo de 2020 tenía una población de 19 habitantes y una densidad poblacional de 1,89 habitantes por km². Fue incluido como CDP en el censo de 2020.

## Geografía
Lybrook se encuentra ubicado en las coordenadas 36°13′44″N 107°33′18″O / 36.22889, -107.55500. Según la Oficina del Censo de los Estados Unidos,  tiene una superficie total de 10,06 km², de la cual 10,05 km² corresponden a tierra firme y 0,01 km² a agua.